# 新・演歌名曲コレクション5 -男の絶唱-
『新・演歌名曲コレクション5 -男の絶唱-』は氷川きよしのアルバム。日本コロムビアから2017年5月30日に発売された。

## 概要
Aタイプ・初回完全限定スペシャル盤とBタイプ・通常盤の二種リリース。Aタイプには「きよしのねずみ小僧」「ふるさと」MVが収録されたDVD付。Aタイプ・Bタイプそれぞれ、絵柄別のスペシャルステッカー封入。ジャケット写真及び歌詞ブックレットの写真内容が異なる。

## 収録曲
1. 博多祇園山笠
  - 作詞:原文彦
  - 作曲:宮下健治
  - 編曲:丸山雅仁
2. きよしのねずみ小僧
  - 作詞:原文彦
  - 作曲:宮下健治
  - 編曲:丸山雅仁
3. 初恋のポルカ
  - 作詞:水木れいじ
  - 作曲:水森英夫
  - 編曲:伊戸のりお
4. きよしのスイスイマドロスさん
  - 作詞:原文彦
  - 作曲:宮下健治
  - 編曲:丸山雅仁
5. 恋の瀬戸内
  - 作詞:仁井谷俊也
  - 作曲:桧原さとし
  - 編曲:石倉重信
6. 女の合鍵
  - 作詞:仁井谷俊也
  - 作曲:宮下健治
  - 編曲:丸山雅仁
7. 風の男(ひと)
  - 作詞:峰崎林二郎
  - 作曲:桧原さとし
  - 編曲:丸山雅仁
8. 男の絶唱
  - 作詞:原文彦
  - 作曲:宮下健治
  - 編曲:丸山雅仁
9. なみだ船
  - 作詞:星野哲郎
  - 作曲:船村徹
  - 編曲:石倉重信
  - 北島三郎のカバー曲。
10. 釜山港へ帰れ
  - 作詞・作曲:黄善友
  - 訳詞:三佳令
  - 編曲:石倉重信
  - チョー・ヨンピルのカバー曲。
11. 河内おとこ節
  - 作詞:石本美由起
  - 作曲:岡千秋
  - 編曲:石倉重信
  - 中村美津子のカバー曲。
12. 祝い船
  - 作詞:千葉幸雄
  - 作曲:中村典正
  - 編曲:石倉重信
  - 門脇陸男のカバー曲。
13. 白雲の城 (再唄入れバージョン)  (ボーナス・トラック)
  - 作詞:松井由利夫
  - 作曲:水森英夫
  - 編曲:伊戸のりお
14. ふるさと(ボーナス・トラック)
  - 作詞・作曲:平義隆
  - 編曲:内田敏夫